# André Burguière
André Burguière (ur. 1938 w Paryżu) – francuski historyk, przedstawiciel czwartej generacji Szkoły Annales. 

## Życiorys
Był dyrektorem École des hautes études en sciences sociales w Paryżu. Wykładowca wielu uniwersytetów. Przyczynił się do rozwoju antropologii historycznej zwłaszcza historii mentalności. 

## Wybrane publikacje
- Le Mariage et l'amour ; en France de la Renaissance à la Révolution, Paris: Le Seuil 2011.
- L'école des Annales. Une histoire intellectuelle, Paris: Odile Jacob 2006.
- (współautor: François Lebrun),  La Famille en Occident du XVIe au XVIIIe siècles, Bruxelles: Complexe 2005
- (współautor: Grew Raymond),The Construction of Minorities; Cases for Comparison across Time and around the World, Ann Arbor: The University of  Michigan Press 2003.
- Une Histoire anthropologique de l'Islam méditerranéen, Mélanges offerts à Lucette Valensi, Paris: Bouchène 2002.
- Histoire de la France, A. Burguière, J. Revel (dir.) Paris, Seuil, 1-5 vol. 1989-1993, réédition en poche, coll. « Points Histoire »,  5 vol. 2001
- Paysages et paysans, Paris: Nathan 1991.
- Marc Bloch aujourd'hui; histoire comparée et sciences sociales, codir. avec Hartmut Atsma, Paris: Editions de l'EHESS 1990.
- (współautorzy: Ch.F. Klapisch, M. Segalen, F. Zonabend), Histoire de la famille, Paris: Armand Colin 1986.
- Dictionnaire des sciences historiques, Paris: PUF 1986.
- (współautor: Jean Daniel), Le Tiers-Monde et la gauche, Paris: Le Seuil 1979.
- Bretons de Plozévet, Paris: Flammarion 1975.